# Ellerndorf
Ellerndorf ist ein Ortsteil von Eimke im Landkreis Uelzen in Niedersachsen. Der Ort ist landwirtschaftlich geprägt. Er hat circa 130 Einwohner und liegt einen Kilometer nördlich von Eimke.  

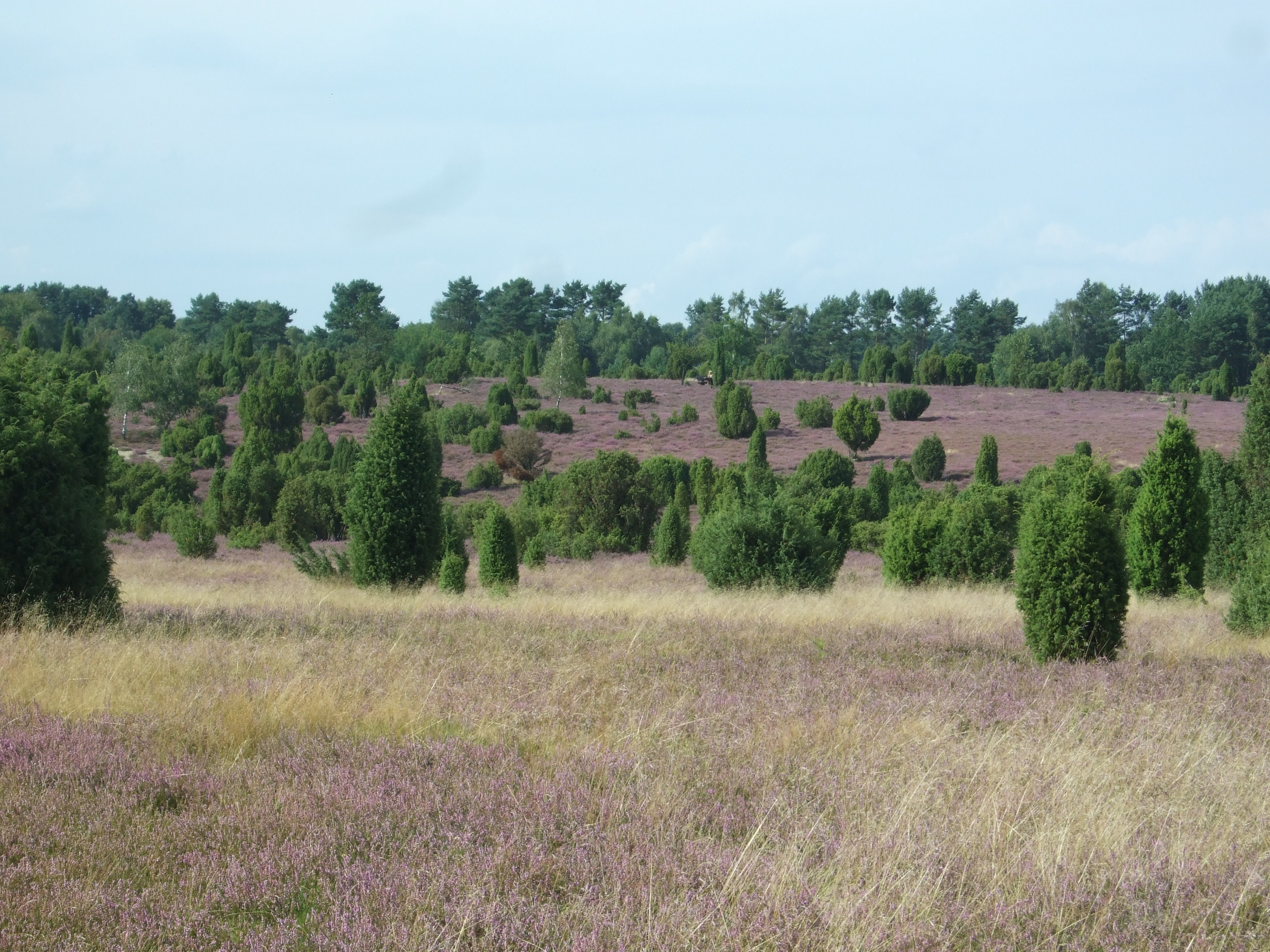
Ellerndorfer Wacholderheide

Besondere Sehenswürdigkeit ist hier die Ellerndorfer Wacholderheide. Die höchste Erhebung ist der Tonhopsberg (103 Meter). 
Der größte Teil der Waldflächen rund um Ellerndorf und Eimke gehört zum Schießplatz Unterlüß der Firma Rheinmetall sowie zur Revierförsterei Lintzel des Niedersächsischen Forstamtes Oerrel. Außerdem befindet sich hier in der Ellerndorfer Wacholderheide ein ehemaliger Jagdsitz von Alexander Jahr, dem Erben des Verlagshauses Gruner + Jahr sowie eigenständigen Verlegers.
Am 1. Juli 1972 wurde Ellerndorf in die Gemeinde Eimke eingegliedert.